# Richard Edgcumbe (2e baron Edgcumbe)
Richard Edgcumbe, 2e baron Edgcumbe (2 août 1716 - 10 mai 1761) est un homme politique et pair britannique.

## Biographie

### Vie privée
Il est le fils aîné de Richard Edgcumbe, 1er baron Edgcumbe et de son épouse Matilda Furnese.
Il fait ses études au Collège d'Eton de 1725 à 1732. 

### Vie publique

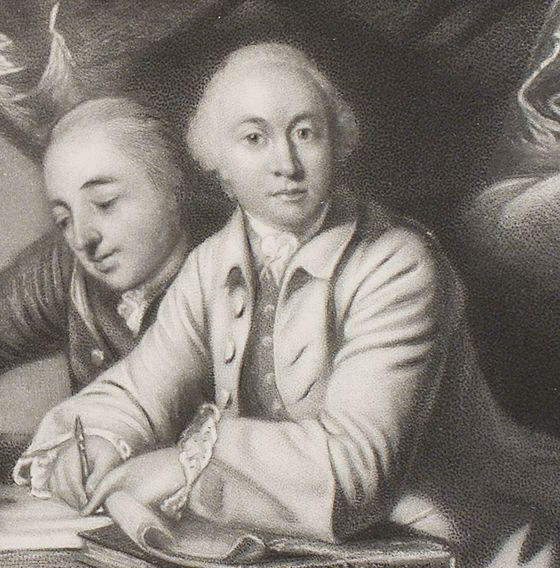
Gravure du 2e baron Edgcumbe aux côtés de George James Williams parue en 1865 (Henry Graves).

Sous le patronage de son père dans le Devon et la Cornouailles, il est élu député de Plympton Erle lors d'une élection partielle en 1742 en tant que soutien du gouvernement.
Il est un joueur invétéré, perdant un « quotidien de vingt guinées » chez White. Henry Pelham lui verse une pension de service secret de 500 £ par an. Pendant ce temps, il est fait officier municipal de Lostwithiel en 1743 et devient maire l'année suivante. Il change son siège à Lostwithiel en 1747. Insatisfait de son existence par la charité du gouvernement, il demande sans succès à Pelham d’obtenir un emploi plutôt qu’une pension en 1752. Il est finalement nommé Lord du commerce en 1754, lorsqu'il est réélu pour Penryn et l'année suivante, Lord de l'amirauté, pour un an. En 1756, il est nommé contrôleur de la Maison et redevient maire de Lostwithiel, il est nommé au Conseil privé le 19 novembre. Succédant à son père en 1758, il est nommé lord-lieutenant de Cornouailles en 1759 et enregistreur de Plympton Erle. Il meurt sans enfants légitimes en 1761 et son frère lui succède.